# Подземный тоннель № 3
Подземный тоннель № 3 (кор. 제3땅굴) — один из четырёх известных тоннелей, проложенных Северной Кореей в сторону Южной, расположенный к югу от уезда Пхаджу провинции Канвондо.

## Местонахождение

Корейская демилитаризованная зона

Особенностью третьего тоннеля является его наибольшая близость к столице Республики Корея — Сеулу. Недостроенный тоннель был обнаружен в 44 километрах от крупнейшего города страны в октябре 1978 года, когда вооружёнными силами Республики Корея был зафиксирован подземный взрыв. К тому моменту проходчики уже продвинулись на 435 метров под демилитаризованную зону. Военным потребовалось четыре месяца, чтобы точно определить местонахождение тоннеля и прорыть контр-тоннель.
Длина незавершённого тоннеля составила 1635 метров, максимальная высота — 1,95 м, ширина — 2,1 м. Он проходит через коренные породы на глубине около 73 м. Очевидно, тоннель создавался Северной Кореей для наступления напрямую к Сеулу. По оценкам специалистов, изучивших сооружение, он имел пропускную способность 30 000 человек с лёгким вооружением в час. После обнаружения подземного тоннеля № 3 командование Организации Объединённых Наций обвинило Северную Корею в том, что своими действиями она угрожает подрыву Корейского соглашения о перемирии 1953 года, благодаря которому была завершена Корейская война. Южная Корея рассматривает действия КНДР по этому вопросу как сугубо агрессивные.
Первоначально Северная Корея отрицала факт строительства тоннеля, но через некоторое время объявила его частью своей системы угольных шахт. Правительство пошло на этот шаг, так как за время подрывов при строительстве стены тоннеля успели почернеть. Но, исходя из признаков залегания, можно утверждать, что геологической вероятности нахождения угля в этом районе нет. Стены тоннеля, по которому в данный момент проводят туристические экскурсии, сложены гранитом, который относится к магматическим горным породам, тогда как уголь является осадочной.
На данный момент обнаружено всего четыре северокорейских тоннеля, но считается, что их число может доходить до двадцати. Войска Южной Кореи по-прежнему выделяют специальные ресурсы на поиск тоннелей, созданных для проникновения, хотя сейчас, когда дальнобойная артиллерия и ракеты КНДР стали более эффективными, тоннели постепенно начали утрачивать своё значение.

## Туризм
По состоянию на 2021 год подземный тоннель № 3 является туристическим объектом, хотя до сих пор находится под охраной военных по причине близости к границе.
Посетители попадают внутрь либо по длинному крутому спуску, который начинается в холле с сувенирным магазином, либо на трамвае на шинах. Железная дорога до тоннеля имеет только одну колею, поэтому в трамвае есть два отделения для машиниста: с левой и правой стороны соответственно. В одном ряду находятся по три мягких кресла, с возможностью разворота на 360°. Фотосъёмка в тоннеле запрещена. Во время проведения операции по перехвату контроля над тоннелем южнокорейские военные залатали подземную брешь тремя бетонными слоями, стараясь провести работы в строгости с демаркационной линией. Посетители могут увидеть второй слой через маленькое окно в третьем.

## Галерея

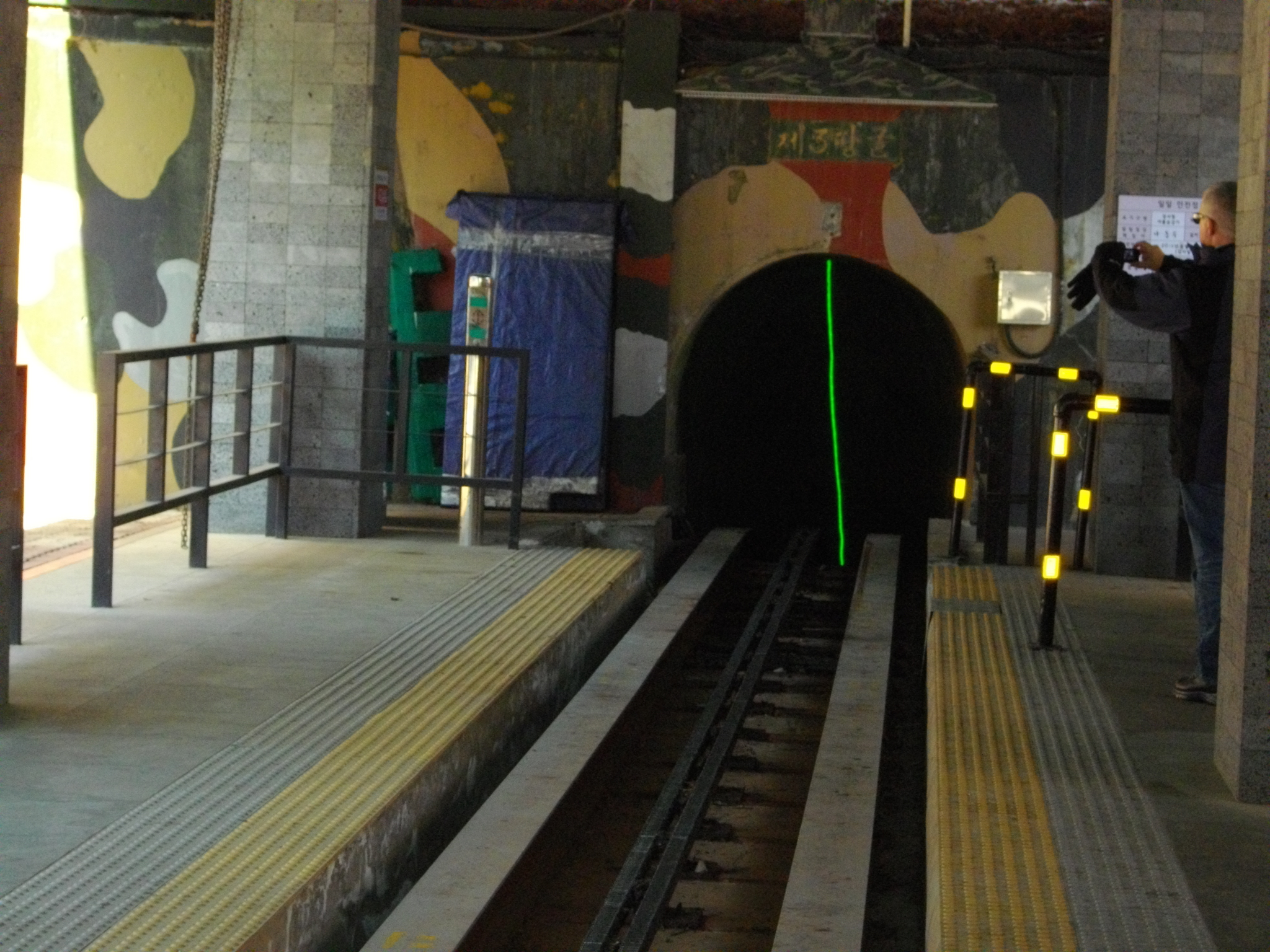
Спуск к тоннелю
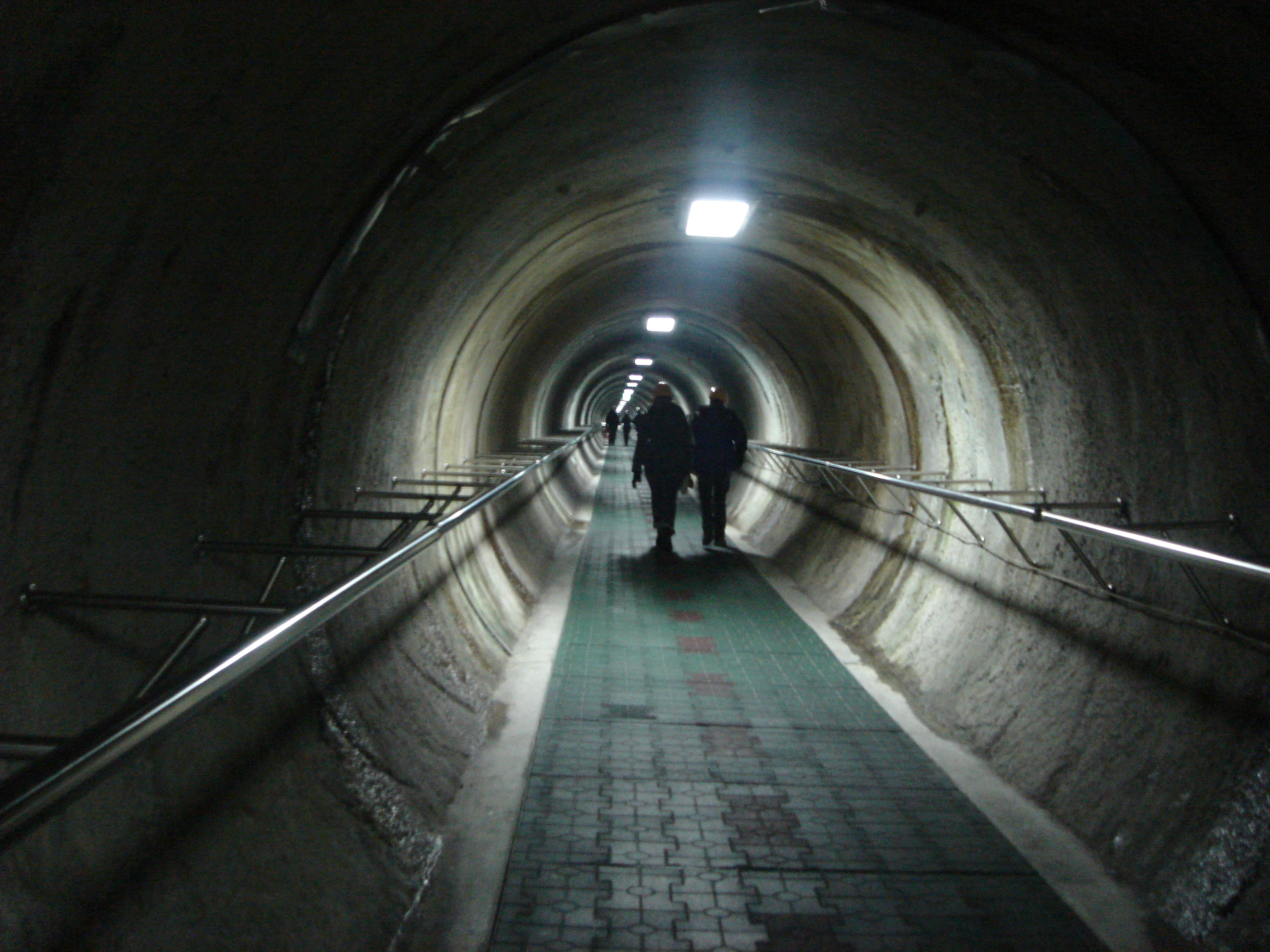
Панорама тоннеля